# 1624.
◄ | 16. stoljeće | 17. stoljeće | 18. stoljeće | ►
◄ | 1590-ih | 1600-ih | 1610-ih | 1620-ih | 1630-ih | 1640-ih | 1650-ih | ►
◄◄ | ◄ | 1621. | 1622. | 1623. | 1624. | 1625. | 1626. | 1627. | ► | ►►
Arhitektura • Astronomija • Glazba • Kazalište • Kiparstvo • Knjige • Književnost • Kršćanstvo • Medicina • Politika • Pravo • Promet • Slikarstvo • Znanost

## Smrti
- 8. rujna – Markantun de Dominis, hrvatski znanstvenik i pisac, biskup senjski i nadbiskup splitski (* 1560.)
- 12. studenoga – Jozafat Kuncevič, bjelorusko-ukrajinski svetac (* 1580.)
- 15. studenoga – Kajo Korejski, korejski blaženik (* 1571.)

## Vanjske poveznice
|  | Zajednički poslužitelj ima još gradiva o temi 1624. |